# Championnats de Tunisie d'athlétisme 2014
Navigation
2013 2015
Les championnats de Tunisie d'athlétisme 2014 sont une compétition tunisienne d'athlétisme disputée en 2014. Ils se déroulés les 20 et 21 juin pour les épreuves combinées et le 10 000 m, puis le 22 juin pour les championnats nationaux de marche sur piste, et du 24 au 25 juin pour les autres épreuves. Tous les athlètes se sont retrouvés au stade d'athlétisme de Radès, situé à côté du stade olympique.
C'est le Club municipal d'athlétisme de Kairouan qui remporte les championnats avec quinze titres devant le Club sportif de la garde nationale (huit titres). Au niveau individuel, trois athlètes brillent au cours de ces championnats : Abir Barkaoui (sept titres dont cinq en individuel), Halima Jerfal (cinq titres) et Nada Cheroudi (Club sportif sfaxien) qui remporte quatre titres. La révélation du championnat est le jeune Mohamed Farès Jelassi, encore cadet, qui cumule les deux titres du sprint avec ceux remportés dans sa catégorie.

## Palmarès
| Discipline             | Hommes                    | Hommes        | Femmes                                  | Femmes        |
| ---------------------- | ------------------------- | ------------- | --------------------------------------- | ------------- |
| 100 m                  | Mohamed Farès Jelassi     | 10 s 4        | Abir Barkaoui                           | 11 s 8        |
| 200 m                  | Mohamed Farès Jelassi     | 21 s 6        | Abir Barkaoui                           | 24 s 3        |
| 400 m                  | Abdelaziz Rebii           | 48 s 5        | Abir Barkaoui                           | 57 s 3        |
| 800 m                  | Abdessalem Ayouni         | 1 min 49 s    | Halouma Jerfal                          | 2 min 16 s 1  |
| 1 500 m                | Ziad Ben Othman           | 3 min 47 s 4  | Haïfa Tarchoun                          | 4 min 37 s 0  |
| 5 000 m                | Mohamed Ali Gmati         | 14 min 41 s 2 | Halouma Jerfal                          | 18 min 30 s   |
| 10 000 m               | Atef Saad                 | 29 min 59 s 8 | Imene Methnani                          | 40 min 38 s 4 |
| 100 m haies            |                           |               | Nada Cheroudi                           | 14 s 6        |
| 110 m haies            | Mehdi Mersni              | 14 s 6        |                                         |               |
| 400 m haies            | Riadh Sayeh               | 51 s 6        | Abir Barkaoui                           | 1 min 3 s 6   |
| 3 000 m steeple        | Amor Ben Yahia            | 8 min 31 s 2  | Halouma Jerfal                          | 10 min 44 s 9 |
| Relais 4 × 100 mètres  | Athletic Club de Nabeul   | 42 s 9        | Club municipal d'athlétisme de Kairouan | 49 s 8        |
| Relais 4 × 400 mètres  | Athletic Club de Nabeul   | 3 min 19 s 8  | Club municipal d'athlétisme de Kairouan | 4 min 7 s     |
| Saut en longueur       | Marouane Mansour          | 7,69 m        | Abir Barkaoui                           | 5,63 m        |
| Triple saut            | Walid Farhat              | 15,17 m       | Fatma Ben El Hammadi                    | 12,54 m       |
| Saut en hauteur        | Ahmed Saïd Mhammedi       | 1,90 m        | Souha Ben Saïd                          | 1,60 m        |
| Saut à la perche       | Mohamed Romdhana          | 5,10 m        | Dora Mahfoudhi                          | 3,60 m        |
| Lancer du poids        | Mohamed Béchir Ben Rhouma | 14,27 m       | Nada Cheroudi                           | 13,66 m       |
| Lancer du disque       | Mohamed Ali Mejri         | 46,65 m       | Kalthoum Saâdaoui                       | 39,02 m       |
| Lancer du marteau      | Mohsen Anani              | 67,22 m       | Nabiha Gueddah                          | 53,35 m       |
| Lancer du javelot      | Sadok Anani               | 68,23 m       | Nada Cheroudi                           | 38,12 m       |
| Décathlon              | Walid Nsiri               | 7 036 points  |                                         |               |
| Heptathlon             |                           |               | Nada Cheroudi                           | 5 365 points  |
| Semi-marathon          |                           |               |                                         |               |
| 10 km marche sur piste | Pas de concurrents        |               | Pas de concurrentes                     | -             |
| 15 km marche sur route |                           |               |                                         |               |

## Sources
- [PDF] « Championnats nationaux des épreuves combinées et du 10 000 m, Stade d'athlétisme de Radès, 20 et 21 juin 2014 » (consulté le 15 décembre 2014)
- [PDF] « Championnats nationaux de marche sur piste, Stade d'athlétisme de Radès, 22 juin 2014 » (consulté le 15 décembre 2014)
- [PDF] « Championnats nationaux absolus, Stade d'athlétisme de Radès, 24 et 25 juin 2014 » (consulté le 15 décembre 2014)